# Cruise for a Corpse
Cruise for a Corpse (orig. Croisière pour un cadavre) är ett peka-klicka-äventyrsspel från Delphine Software International, utgivet 1991 för Amiga, Atari ST och IBM PC. 

## Handling
Spelet är utformat som en mordutredning. Spelaren antar rollen som Raoul Dusentier, en fransk polisinspektör som blivit inbjuden att tillbringa sin semester på Niklos Karaboudjans båt. Strax efter ankomsten mördas Karaboudjan och utredningen börjar.
Spelet använder sig av flera referenser inom fransk och belgisk popkultur. Karaboudjan är namnet på Tintin-karaktären Kapten Haddocks lastfartyg i seriealbumet Krabban med guldklorna. Precis som i Krabban med guldklorna, används burkar med konserverad krabba för att gömma föremål (i seriealbumet innehåller de opium, medan de i spelet istället innehåller handgranater).